# Pressió sonora
La pressió sonora o pressió acústica és resultat de la mateixa propagació del so. Es defineix com la diferència de pressió instantània i la pressió atmosfèrica estàtica; és la variació de la pressió local de la pressió atmosfèrica ambiental (mitjana o d'equilibri), causada per una ona sonora. A l'aire, la pressió sonora es pot mesurar amb un micròfon, i a l'aigua amb un hidròfon.
L'energia provocada per les ones sonores genera un moviment ondulatori de les partícules de l'aire, provocant la variació alterna en la pressió estàtica de l'aire (petites variacions en la pressió atmosfèrica). En conseqüència d'aquestes variacions de pressió atmosfèrica es produeixen àrees on es concentren aquestes partícules (zones de concentració) i altres àrees queden menys saturades (zones de rarefacció). Les zones amb major concentració de molècules tenen major densitat i les zones de menor concentració tenen menor densitat. Quan aquestes ones es troben en el seu camí amb l'oïda, la pressió que exerceixen sobre el mateix no és igual per a tota la longitud d'ona.
La pressió atmosfèrica es mesura en pascals (Pa). Al Sistema Internacional d'Unitats (SI), 1 pascal (1 Pa) és igual a una força d'un newton (1 N) actuant sobre una superfície d'un metre quadrat (1 m²). La pressió atmosfèrica se situa entorn dels 100.000 Pa (establint-se com valor normalitzat els 101.325 Pa). Com en pascals les xifres obtingudes són molt grans, normalment, la pressió atmosfèrica, s'expressa en hectopascals (hPa), d'igual dimensió que els mil·libars, que queden en desús) i s'estableixen 1.013,25 hPa com a pressió atmosfèrica normalitzada a nivell del mar.
La pressió sonora també es pot mesurar en pascals, però, el seu valor és molt inferior al de l'atmosfèrica. El llindar del dolor se situa en els 20 Pa, mentre que el llindar d'audició se situa en els 20 micropascals (20 μPa). A més del pascal, per mesurar la pressió sonora s'utilitza el microbar (μbar), que és la milionèsima part del bar (1 Pa = 1 N / m² = 10 μbar i 1 μbar = 10-6 bar).
La principal diferència entre pressió atmosfèrica i pressió sonora és que, mentre que la pressió atmosfèrica canvia molt lentament, la pressió sonora alterna molt ràpidament entre valors negatius (menors que la pressió atmosfèrica) i positius (majors). El nombre de vegades que es repeteix un fenomen per unitat de temps és el que en física s'anomena freqüència. L'ésser humà no té sensibilitat davant totes les freqüències. El marge de freqüències que poden produir la sensació de so quan impressiona l'oïda humana és el que es coneix com a audiofreqüències i va dels 20 als 20.000 Hz.
Cal no confondre pressió acústica amb potència acústica. La confusió ve pel fet que la pressió sonora és la responsable directa de l'amplitud de l'ona i l'amplitud determinarà la quantitat d'energia (potència acústica) que conté un senyal sonor.
Per diferenciar entre sons més intensos (l'oïda suporta major quantitat de pressió sonora), de sons febles, s'utilitza l'anomenat nivell de pressió sonora.

## Definició matemàtica

Diagrama de pressió sonora (silenci; so audible; pressió atmosfèrica; pressió sonora)

Una ona sonora en un mitjà de transmissió provoca una desviació (pressió sonora, una pressió dinàmica) en la pressió ambiental local, una pressió estàtica.
La pressió sonora, denotada p, es defineix per
{\displaystyle p_{\text{total}}=p_{\text{estatica}}+p,}
on
- ptotal és la pressió total,
- pestatica és la pressió estàtica.

## Mesures de so

### Intensitat de so
En una ona sonora, la variable complementària a la pressió sonora és la velocitat de la partícula. Junts, determinen la intensitat del so de l'ona.
La intensitat del so, denotada I i mesurada en W·m−2 en unitats SI, es defineix per
{\displaystyle \mathbf {I} =p\mathbf {v} ,}
on
- p és la pressió sonora,
- v és la velocitat de la partícula.

### Impendància acústica
La impedància acústica, denotada Z i mesurada en Pa·m−3·s en unitats SI, es defineix per
{\displaystyle Z(s)={\frac {{\hat {p}}(s)}{{\hat {Q}}(s)}},}
on
- {\displaystyle {\hat {p}}(s)} és la transformada de Laplace de la pressió sonora,
- {\displaystyle {\hat {Q}}(s)} és la transformada de Laplace del cabal de volum del so.

La impedància acústica específica, denotada z i mesurada en Pa·m−1·s en unitats SI, es defineix per
{\displaystyle z(s)={\frac {{\hat {p}}(s)}{{\hat {v}}(s)}},}
on
- {\displaystyle {\hat {p}}(s)} és la transformada de Laplace de la pressió sonora,
- {\displaystyle {\hat {v}}(s)} és la transformada de Laplace de la velocitat de la partícula

### Desplaçament de partícules
El desplaçament de partícules d'una ona sinusoïdal progressiva ve donat per
{\displaystyle \delta (\mathbf {r} ,t)=\delta _{\text{m}}\cos(\mathbf {k} \cdot \mathbf {r} -\omega t+\varphi _{\delta ,0}),}
on
- {\displaystyle \delta _{\text{m}}} és l'amplitud del desplaçament de la partícula,
- {\displaystyle \varphi _{\delta ,0}} és el canvi de fase del desplaçament de partícules,
- k és el vector d'ona angular,
- ω és la freqüència angular.

Es dedueix que la velocitat de les partícules i la pressió sonora al llarg de la direcció de propagació de l'ona sonora x estan donades per
{\displaystyle v(\mathbf {r} ,t)={\frac {\partial \delta }{\partial t}}(\mathbf {r} ,t)=\omega \delta _{\text{m}}\cos \left(\mathbf {k} \cdot \mathbf {r} -\omega t+\varphi _{\delta ,0}+{\frac {\pi }{2}}\right)=v_{\text{m}}\cos(\mathbf {k} \cdot \mathbf {r} -\omega t+\varphi _{v,0}),}{\displaystyle p(\mathbf {r} ,t)=-\rho c^{2}{\frac {\partial \delta }{\partial x}}(\mathbf {r} ,t)=\rho c^{2}k_{x}\delta _{\text{m}}\cos \left(\mathbf {k} \cdot \mathbf {r} -\omega t+\varphi _{\delta ,0}+{\frac {\pi }{2}}\right)=p_{\text{m}}\cos(\mathbf {k} \cdot \mathbf {r} -\omega t+\varphi _{p,0}),}
on
- vm és l'amplitud de la velocitat de la partícula,
- {\displaystyle \varphi _{v,0}} és el canvi de fase de la velocitat de la partícula,
- pm és l'amplitud de la pressió acústica,
- {\displaystyle \varphi _{p,0}} és el canvi de fase de la pressió acústica.

Prenent les transformades de Laplace de v i p respecte al temps es produeix
{\displaystyle {\hat {v}}(\mathbf {r} ,s)=v_{\text{m}}{\frac {s\cos \varphi _{v,0}-\omega \sin \varphi _{v,0}}{s^{2}+\omega ^{2}}},}
{\displaystyle {\hat {p}}(\mathbf {r} ,s)=p_{\text{m}}{\frac {s\cos \varphi _{p,0}-\omega \sin \varphi _{p,0}}{s^{2}+\omega ^{2}}}.}
A partir de {\displaystyle \varphi _{v,0}=\varphi _{p,0}}, l'amplitud de la impedància acústica específica ve donada per
{\displaystyle z_{\text{m}}(\mathbf {r} ,s)=|z(\mathbf {r} ,s)|=\left|{\frac {{\hat {p}}(\mathbf {r} ,s)}{{\hat {v}}(\mathbf {r} ,s)}}\right|={\frac {p_{\text{m}}}{v_{\text{m}}}}={\frac {\rho c^{2}k_{x}}{\omega }}.}
En conseqüència, l'amplitud del desplaçament de la partícula està relacionada amb la de la velocitat acústica i la pressió del so per
{\displaystyle \delta _{\text{m}}={\frac {v_{\text{m}}}{\omega }},}
{\displaystyle \delta _{\text{m}}={\frac {p_{\text{m}}}{\omega z_{\text{m}}(\mathbf {r} ,s)}}.}

## Llei de l'invers del quadrat
Quan es mesura la pressió sonora creada per una font sonora, també és important mesurar la distància de l'objecte, ja que la pressió sonora d'una ona sonora esfèrica disminueix a 1/r del centre de l'esfera (i no a 1/r2, com la intensitat del so):
{\displaystyle p(r)\propto {\frac {1}{r}}.}
Aquesta relació és una llei de l'invers.
Si la pressió sonora p1 es mesura a una distància r1 del centre de l'esfera, es pot calcular la pressió sonora p2 en una altra posició r2:
{\displaystyle p_{2}={\frac {r_{1}}{r_{2}}}\,p_{1}.}
La llei de la proporció inversa de la pressió sonora prové de la llei de l'invers del quadrat de la intensitat del so:
{\displaystyle I(r)\propto {\frac {1}{r^{2}}}.}
En efecte,
{\displaystyle I(r)=p(r)v(r)=p(r)\left[p*z^{-1}\right](r)\propto p^{2}(r),}
on
- {\displaystyle *} és l'operador de convolució,
- z−1 és la convolució inversa de la impedància acústica específica,

d'aquí la llei de la proporció inversa:
{\displaystyle p(r)\propto {\frac {1}{r}}.}
La pressió del so també pot variar en direcció des del centre de l'esfera, de manera que poden ser necessàries mesures en diferents angles, depenent de la situació. Un exemple evident d'una font sonora, l'ona sonora esfèrica de la qual varia de nivell en diferents direccions, és un megàfon.

## Nivell de pressió sonora
El nivell de pressió sonora (SPL) o nivell de pressió acústica (APL) és una mesura logarítmica de la pressió efectiva d'un so en relació amb un valor de referència. El nivell determina la intensitat del so que genera una pressió sonora (és a dir, del so que aconsegueix a una persona en un moment donat).
En acústica, l'amplitud és la quantitat de pressió sonora que exerceix la vibració en el medi elàstic (aire). Així, l'amplitud determinarà la quantitat d'energia que conté un senyal acústic. No s'ha de confondre amplitud amb volum o potència acústica, malgrat que és cert que com més fort se sent un so, major amplitud té, perquè s'exerceix una pressió major sobre el medi. El valor màxim positiu que pren l'amplitud d'una ona sinusoidal rep el nom de pic o cresta. El valor màxim negatiu, ventre o vall. El punt on el valor de l'ona s'anul·la al passar del valor positiu al negatiu, o a l'inrevés es coneix com a node, zero o punt d'equilibri. Quan es propaga una ona sonora per l'aire, s'origina una variació de pressió respecte a la pressió atmosfèrica existent. Aquesta variació de pressió és fàcilment mesurable i el seu valor es pot representar per una funció d'ona. L'oïda humana és capaç de detectar variacions de pressió acústica que van dels 2·10-5 Pa fins als 200 Pa. Aquesta escala de pressions conté un rang tan elevat de valors que resulta totalment inadequada a nivells pràctics, per això es mesura en decibels (dB) i varia entre 0 dB llindar d'audició i 120 dB llindar del dolor.
El nivell de pressió sonora, indicat Lp i mesurat en dB, es defineix per
{\displaystyle L_{p}=\ln \left({\frac {p}{p_{0}}}\right)~{\text{Np}}=2\log _{10}\left({\frac {p}{p_{0}}}\right)~{\text{B}}=20\log _{10}\left({\frac {p}{p_{0}}}\right)~{\text{dB}},}
on
- p és la mitjana quadràtica de la pressió sonora,[7]
- p0 és una referència de pressió sonora,
- 1 Np és el neper,
- 1 B = (12 ln 10) Np és el bel,
- 1 dB = (120 ln 10) Np és el decibel.

La pressió sonora de referència que s'utilitza habitualment a l'aire és p0 = 20 μPa, que sovint es considera el llindar de l'oïda humana (aproximadament el so que fa un mosquit que vola a 3 m de distància). De l'expressió de decibels es pot deduir que els decibels no són un valor absolut, sinó que es relaciona sempre amb un valor de referència, en el cas de la pressió sonora els 0 dB corresponen a una pressió de 2·10-5 Pa.
Les anotacions adequades per al nivell de pressió sonora utilitzant aquesta referència són Lp/(20 μPa) o Lp (re 20 μPa), però les notacions de sufix dB SPL, dB(SPL), dBSPL o dBSPL són molt habituals, encara que no ho siguin. acceptat per la SI. La majoria de les mesures de nivell de so es faran en relació amb aquesta referència, és a dir, 1 Pa equivalrà a un SPL de 94 dB. En altres medis, com ara sota l'aigua, s'utilitza un nivell de referència d'1 μPa. Aquestes referències es defineixen a ANSI S1.1-2013.
El treballar en decibels té els seus inconvenients; no es poden sumar aritmèticament dos o més nivells sonors, s'ha de fer de forma logarítmica. Un altre dels inconvenients és que una petita diferència en el valor de decibels correspon a una diferència important d'energia sonora, ja que estem treballant amb valors exponencials (invers del logaritme). De fet, un augment de 3 dB en el nivell de soroll implica el doble de l'energia que porta l'ona. L'ús d'escales logarítmiques també té avantatges pràctiques, sobretot perquè evita les operacions de multiplicar i dividir magnituds físiques, ja que si les magnituds estan expressades en decibels, només cal sumar-les o restar-les, segons el cas.
De vegades és necessari saber el valor de pressió sonora màxim en un entorn laboral. Per a saber aquest valor es va definir el nivell pic com el valor de pressió sonora instantani en un ambient concret. Per a saber el valor pic, no s'ha d'integrar els valors de pressió sonora entre dos temps,si no que l'aparell simplement dona el valor de pressió sonora més elevat dins el període de mesura que tu li diguis. El valor pic de pressió sonora també es pot expressar en decibels si s'aplica la fórmula matemàtica de decibels. En aquest cas, en el numerador es posa el valor de pressió sonora més elevat i en el denominador, el valor de pressió de referència, és a dir, 2 · 10-5 Pa. La diferència entre el nivell sonor i el nivell de pic s'anomena cresta del soroll i també s'expressa en dB.
El principal instrument per mesurar els nivells de so a l'entorn és el sonòmetre. La majoria dels sonòmetres proporcionen lectures en decibels ponderats A, C i Z, i han de complir les normes internacionals com la IEC 61672-2013.

### Exemples
El límit inferior d'audibilitat es defineix com a SPL de 0 dB, però el límit superior no està tan clarament definit. Mentre que 1 atm (194 dB o 191 dB SPL) és la variació de pressió més gran que pot tenir una ona sonora sense distorsió a l'atmosfera terrestre (és a dir, si no es tenen en compte les propietats termodinàmiques de l'aire, en realitat les ones sonores es tornen progressivament no lineals a partir de 150 dB), les ones sonores més grans poden estar presents en altres atmosferes o altres mitjans, com ara sota l'aigua o a través de la Terra.

Corba isofònica, que mostra la pressió sonora en funció de la freqüència a diferents nivells de sonoritat percebuts

L'oïda detecta canvis en la pressió sonora. L'oïda humana no té una sensibilitat espectral plana (resposta en freqüència) en relació amb la freqüència versus l'amplitud. Els humans no perceben sons de baixa i alta freqüència tan bé com perceben sons entre 3.000 i 4.000 Hz, tal com es mostra a la corba isofònica. Com que la resposta en freqüència de l'oïda humana canvia amb l'amplitud, s'han establert tres ponderacions per mesurar la pressió sonora: A, B i C.
Per distingir les diferents mesures sonores, s'utilitza un sufix: El nivell de pressió sonora ponderat A s'escriu com a dBA o LA. El nivell de pressió acústica ponderat B s'escriu com a dBB o LB, i el nivell de pressió acústica ponderat C s'escriu com a dBC o LC. El nivell de pressió acústica no ponderat s'anomena «nivell de pressió sonora lineal» i sovint s'escriu com a dBL o només L. Alguns instruments de mesura de so utilitzen la lletra «Z» com a indicació de SPL lineal.

### Distància
La distància del micròfon de mesura des d'una font de so sovint s'omet quan es comenten les mesures SPL, fent que les dades siguin inútils, a causa de l'efecte inherent de la llei de la proporció inversa. En el cas de les mesures ambientals del soroll «de fons», no cal citar la distància, ja que no hi ha cap font única, però quan es mesura el nivell de soroll d'un equip específic, sempre s'ha d'indicar la distància. Una distància d'un metre (1 m) des de la font és una distància estàndard que s'utilitza amb freqüència. A causa dels efectes del soroll reflectit dins d'una habitació tancada, l'ús d'una cambra anecoica permet que el so sigui comparable a les mesures realitzades en un entorn de camp lliure.
Segons la llei de la proporció inversa, quan el nivell sonor Lp1 es mesura a una distància r1, el nivell sonor Lp2 a la distància r2 és
{\displaystyle L_{p_{2}}=L_{p_{1}}+20\log _{10}\left({\frac {r_{1}}{r_{2}}}\right)~{\text{dB}}.}